# Châteaubourg (Ardèche)
Châteaubourg ist eine französische Gemeinde mit 232 Einwohnern (Stand 1. Januar 2022) im Département Ardèche in der Region Auvergne-Rhône-Alpes. Die Bewohner werden Châteaubourgeois(es) genannt.

## Geografie
Die Gemeinde erstreckt sich entlang des rechten Ufers der Rhone im nördlichen Teil des Départements. Dabei grenzt Châteaubourg an die Nachbarkommunen Bourg-lès-Valence im benachbarten Département Drôme auf der gegenüberliegenden Flussseite, als auch an den Hauptort des gleichnamigen Kantons Saint-Péray. Die nächstgrößere Stadt ist Valence in zehn Kilometern südöstlicher Entfernung.

## Geschichte
Châteaubourg wurde als Schiffersiedlung am Ufer der Rhône gegründet und lange Zeit von der Schifffahrt dominiert. Antike Überreste eines christlichen Altars beweisen aber, dass der Ort schon vor 2000 Jahren von Menschen bewohnt wurde. 
Erstmals Erwähnung fand der Ort 1270, als der französische König Ludwig der Heilige auf seinem Siebten Kreuzzug in Châteaubourg eine Rast einlegte, bevor er weiter in Richtung Tunis zog. Während der Französischen Revolution trug der Ort das Toponym Rochebourg.

### Bevölkerungsentwicklung
| Jahr                       | 1962 | 1968 | 1975 | 1982 | 1990 | 1999 | 2006 | 2016 |
| Einwohner                  | 158  | 162  | 165  | 180  | 209  | 204  | 210  | 238  |
| Quellen: Cassini und INSEE |      |      |      |      |      |      |      |      |

## Kultur und Sehenswürdigkeiten
Das Schloss der Gemeinde mit seiner mittelalterlichen Fassade und den Rundtürmen stammt aus dem 13. Jahrhundert, wurde aber im 17. und 19. Jahrhundert mehrmals umgebaut. Während der Religionskriege und der Französischen Revolution wurde das Gebäude mehrmals beschädigt und anschließend restauriert. Seit seiner Fertigstellung wechselte es mehrmals den Besitzer. Zunächst gehörte es der Familie Clérieu, dann den Beaudiner, ehe es im 15. Jahrhundert endgültig in den Besitz der Fay gelangte.
Auch der Turm des Schlosses von Durtail ist als historisches Monument sehenswert, genauso wie der Altar und die schwarze Jungfrauendarstellung der örtlichen Kirche. Des Weiteren beherbergt die Gemeinde ein altes Seefahrerkreuz. Am Rhôneufer fällt die Felswand von La Goule steil ins Tal hinab.

## Politik
Die Gemeinde gehört dem Gemeindeverband Rhône Crussol an. Der Weinbauer Laurent Courbis ist seit 2001 Bürgermeister des Ortes.

## Wirtschaft und Infrastruktur
Früher wurde die Wirtschaft der Gemeinde von der Schifffahrt dominiert. Große Teile der Bevölkerung waren als Matrosen oder Schiffer tätig. Heute ist die Landwirtschaft die Haupterwerbsquelle der Bevölkerung.